# 勞埃德 (阿拉巴馬州)
勞埃德（英語：Lloyds）是一個位於美國阿拉巴馬州莫比爾縣的非建制地區。該地的面積和人口皆未知。

## 地理
勞埃德的座標為30°37′04″N 88°07′41″W / 30.61778°N 88.12806°W，而該地的平均海拔高度為3米（即10英尺）。